# Vinterskinn
Vinterskinn (Erythricium laetum) är en svampart som först beskrevs av Petter Adolf Karsten, och fick sitt nu gällande namn av J. Erikss. & Hjortstam 1970. Enligt Catalogue of Life ingår Vinterskinn i släktet Erythricium,  och familjen Corticiaceae, men enligt Dyntaxa är tillhörigheten istället släktet Erythricium och familjen Phanerochaetaceae. Arten är reproducerande i Sverige. Inga underarter finns listade i Catalogue of Life.